# Лижні перегони на зимових Олімпійських іграх 1994
Змагання з лижних перегонів на зимових Олімпійських іграх 1994 тривали з 13 до 27 лютого на лижному стадіоні Біркебейнерен в місті Ліллегаммері (Норвегія).

## Чемпіони та призери

### Таблиця медалей
| Місце               | Країна              | Золото | Срібло | Бронза | Загалом |
| ------------------- | ------------------- | ------ | ------ | ------ | ------- |
| 1                   | Норвегія (NOR)      | 3      | 4      | 1      | 8       |
| 2                   | Італія (ITA)        | 3      | 2      | 4      | 9       |
| 3                   | Росія (RUS)         | 3      | 1      | 1      | 5       |
| 4                   | Казахстан (KAZ)     | 1      | 2      | 0      | 3       |
| 5                   | Фінляндія (FIN)     | 0      | 1      | 4      | 5       |
| Загалом (5 збірних) | Загалом (5 збірних) | 10     | 10     | 10     | 30      |

### Чоловіки
| Дисципліна                          | Золото                                                                          | Золото    | Срібло                                                                  | Срібло    | Бронза                                                                  | Бронза    |
| ----------------------------------- | ------------------------------------------------------------------------------- | --------- | ----------------------------------------------------------------------- | --------- | ----------------------------------------------------------------------- | --------- |
| 10 км класичним стилем              | Б'єрн Делі · Норвегія                                                           | 24:20.1   | Володимир Смирнов · Казахстан                                           | 24:38.3   | Марко Альбарелло · Італія                                               | 24:42.4   |
| 15 км переслідування вільним стилем | Б'єрн Делі · Норвегія                                                           | 1:00:08.8 | Володимир Смирнов · Казахстан                                           | 1:00:38.0 | Сільвіо Фаунер · Італія                                                 | 1:01:48.6 |
| 30 км вільним стилем                | Томас Альсґорд · Норвегія                                                       | 1:12:26.4 | Б'єрн Делі · Норвегія                                                   | 1:13:13.6 | Міка Мюллюля · Фінляндія                                                | 1:14:14.5 |
| 50 км класичним стилем              | Володимир Смирнов · Казахстан                                                   | 2:07:20.3 | Міка Мюллюля · Фінляндія                                                | 2:08:41.9 | Стуре Сівертсен · Норвегія                                              | 2:08:49.0 |
| Естафета 4×10 км                    | Італія (ITA) Мауріліо де Цольт Марко Альбарелло Джорджо Ванцетта Сільвіо Фаунер | 1:41:15.0 | Норвегія (NOR) Стуре Сівертсен Веґард Ульванґ Томас Альсґорд Б'єрн Делі | 1:41:15.4 | Фінляндія (FIN) Міка Мюллюля Харрі Кірвесньємі Ярі Рясянен Ярі Ісомется | 1:42:15.6 |

Команда переможців з Італії була серед останніх носіїв Олімпійського вогню на стадіоні під час церемонії відкриття зимових Олімпійських ігор 2006 у Турині.

### Жінки
| Дисципліна                          | Золото                                                                | Золото    | Срібло                                                                       | Срібло    | Бронза                                                                           | Бронза    |
| ----------------------------------- | --------------------------------------------------------------------- | --------- | ---------------------------------------------------------------------------- | --------- | -------------------------------------------------------------------------------- | --------- |
| 5 км класичним стилем               | Любов Єгорова · Росія                                                 | 14:08.8   | Мануела Ді Чента · Італія                                                    | 14:28.3   | Мар'я-Лійса Кірвесніємі · Фінляндія                                              | 14:36.0   |
| 10 км переслідування вільним стилем | Любов Єгорова · Росія                                                 | 41:38.1   | Мануела Ді Чента · Італія                                                    | 41:46.4   | Стефанія Бельмондо · Італія                                                      | 42:21.1   |
| 15 км вільним стилем                | Мануела Ді Чента · Італія                                             | 39:44.5   | Любов Єгорова · Росія                                                        | 41:03.0   | Ніна Гаврилюк · Росія                                                            | 41:10.4   |
| 30 км класичним стилем              | Мануела Ді Чента · Італія                                             | 1:25:41.6 | Маріт Вольд · Норвегія                                                       | 1:25:57.8 | Мар'я-Лійса Кірвесніємі · Фінляндія                                              | 1:26:13.6 |
| естафета 4×5 км                     | Росія (RUS) Олена В'яльбе Лариса Лазутіна Ніна Гаврилюк Любов Єгорова | 57:12.5   | Норвегія (NOR) Труде Дюбендаль Інґер Гелене Нюбротен Елін Нільсен Аніта Моен | 57:42.6   | Італія (ITA) Біче Ванцетта Мануела Ді Чента Габріелла Перуцці Стефанія Бельмондо | 58:42.6   |

### Країни-учасниці
У змаганнях з лижних перегонів на Олімпійських іграх у Ліллегаммері взяли участь спортсмени 35-ти країн.
- Австралія
- Австрія
- Білорусь
- Боснія і Герцеговина
- Болгарія
- Канада
- Хорватія
- Чехія
- Данія
- Естонія
- Фіджі
- Фінляндія
- Франція
- Німеччина
- Велика Британія
- Греція
- Ісландія
- Італія
- Японія
- Казахстан
- Латвія
- Ліхтенштейн
- Литва
- Норвегія
- Польща
- Румунія
- Росія
- Словаччина
- Південна Корея
- Іспанія
- Швейцарія
- Швеція
- Туреччина
- Україна
- США